# デイヴィッド・J・サウレス
デイヴィッド・ジェームズ・サウレス（David James Thouless,  英語発音: [ˈdeɪvᵻd ˈdʒeɪmz ˈθaʊlɛs]、1934年9月21日 – 2019年4月6日）は、スコットランド出身で、アメリカ合衆国の物理学者。専門分野は凝縮系物理学。
ダンカン・ホールデン、ジョン・M・コステリッツと共に2016年ノーベル物理学賞を共同受賞した。

## 経歴
イースト・ダンバートンシャーのベアーズデン（Bearsden）生まれ。ケンブリッジ大学卒業後、コーネル大学でハンス・ベーテに師事し、博士号を取得した。カリフォルニア大学バークレー校の博士研究員を経て、彼はイギリスのバーミンガム大学で数理物理学の教授を務め、その後（1980年には）シアトルのワシントン大学で物理学の教授となった。彼は、原子、電子、ないし任意の核子からなる拡張系（extended systems）の理解に関して多くの理論的貢献をした。また彼は超伝導現象、核物質の特性、複数の原子核中における集団励起運動などの領域でも業績を残した。
サウレスは1979年に王立協会フェローに選出されたほか、アメリカ物理学会、アメリカ芸術科学アカデミー、全米科学アカデミーの特別会員である。
2019年4月6日、ケンブリッジにて死去。84歳没。

## 受賞歴
- 1984年 - フリッツ・ロンドン記念賞
- 1990年 - ウルフ賞物理学部門
- 1993年 - ポール・ディラック賞
- 2000年 - ラルス・オンサーガー賞
- 2016年 - ノーベル物理学賞

## 訳書
- サウレス著『多体系の量子力学』松原武生・米沢富美子訳、吉岡書店、1965年